# Grand Slam
Grand Slam în tenis este realizarea de a câștiga toate cele patru campionate majore în același an calendaristic. La dublu, o echipă poate realiza Grand Slam jucând împreună sau un jucător o poate realiza cu diferiți parteneri. Câștigarea tuturor celor patru campionate majore consecutiv, dar nu în același an calendaristic este denumită „Grand Slam non-calendaristic”, în timp ce câștigarea celor patru majore în orice moment al cursului carierei unui jucător este cunoscută sub numele de „Grand Slam în carieră”.
Turneele Grand Slam, denumite și majore, sunt cele mai importante patru evenimente anuale de tenis profesionist din lume. Turneele oferă cele mai multe puncte de clasare, premii în bani, atenție publică și media și cele mai lungi meciuri pentru bărbați (cel mai bun din 5 seturi). Acestea sunt supravegheate de Federația Internațională de Tenis (ITF), mai degrabă decât de Asociația Profesioniștilor din Tenis (ATP) și Asociația de Tenis pentru Femei (WTA), iar punctele de clasare ATP și WTA sunt bazate pe performanțele jucătorilor în turnee.
Cele patru turnee de Grand Slam sunt: Australian Open în ianuarie, French Open la sfârșitul lunii mai până la începutul lunii iunie, Wimbledon la sfârșitul lunii iunie până la începutul lunii iulie și US Open în august-septembrie, fiecare jucat pe parcursul a două săptămâni. Turneul australian și cel american se joacă pe terenuri cu suprafață dură, cel francez pe zgură și Wimbledon-ul pe iarbă. Wimbledon-ul este cel mai vechi turneu, fondat în 1877, urmat de US Open în 1881, Franch Open în 1891 și Australian Open în 1905, și nu au fost desemnate oficial majore până în 1923.

## Turnee
Acestea sunt cele patru turnee majore de tenis care alcătuiesc un Grand Slam:
| Turneu          | Debut | Loc desfășurare                                             | Suprafață | Regula de decizie (simplu)    | Perioadă 2025 (2 săptămâni) | Campioni actuali (simplu) | Campioni actuali (simplu) | Premii în bani (2025) |
| Turneu          | Debut | Loc desfășurare                                             | Suprafață | Regula de decizie (simplu)    | Perioadă 2025 (2 săptămâni) | Masculin                  | Feminin                   | Premii în bani (2025) |
| --------------- | ----- | ----------------------------------------------------------- | --------- | ----------------------------- | --------------------------- | ------------------------- | ------------------------- | --------------------- |
| Australian Open | 1905  | Melbourne Park, Melbourne                                   | Dură      | 10 puncte tiebreak (din 2022) | 12−26 ian                   | Jannik Sinner             | Madison Keys              | 96.500.000 A$         |
| French Open     | 1891  | Stade Roland Garros, Paris                                  | Zgură     | 10 puncte tiebreak (din 2022) | 19 mai−8 iun                | Carlos Alcaraz            | Coco Gauff                | 56.352.000 €          |
| Wimbledon       | 1877  | All England Lawn Tennis and Croquet Club, Londra            | Iarbă     | 10 puncte tiebreak (din 2022) | 30 iun−13 iul               | Jannik Sinner             | Iga Świątek               | 53.550.000 £          |
| US Open         | 1881  | USTA Billie Jean King National Tennis Center, New York City | Dură      | 10 puncte tiebreak (din 2022) | 24 aug−7 sep                |                           |                           | 90.000.000 $          |

## Grand Slam
Primul jucător care a finalizat un Grand Slam, adică să câștige toate cele patru majore într-un an calendaristic, a fost Don Budge în 1938. Până în prezent, cinci jucători la simplu (doi bărbați, trei femei), nouă jucători la dublu (patru bărbați, cinci femei) și un junior (băiat) au finalizat un Grand Slam. La proba scaun cu rotile, doi bărbați și opt femei au făcut acest lucru. Margaret Court este singurul jucător care a finalizat un Grand Slam la două probe diferite — o dată la simplu feminin și de două ori la dublu mixt.

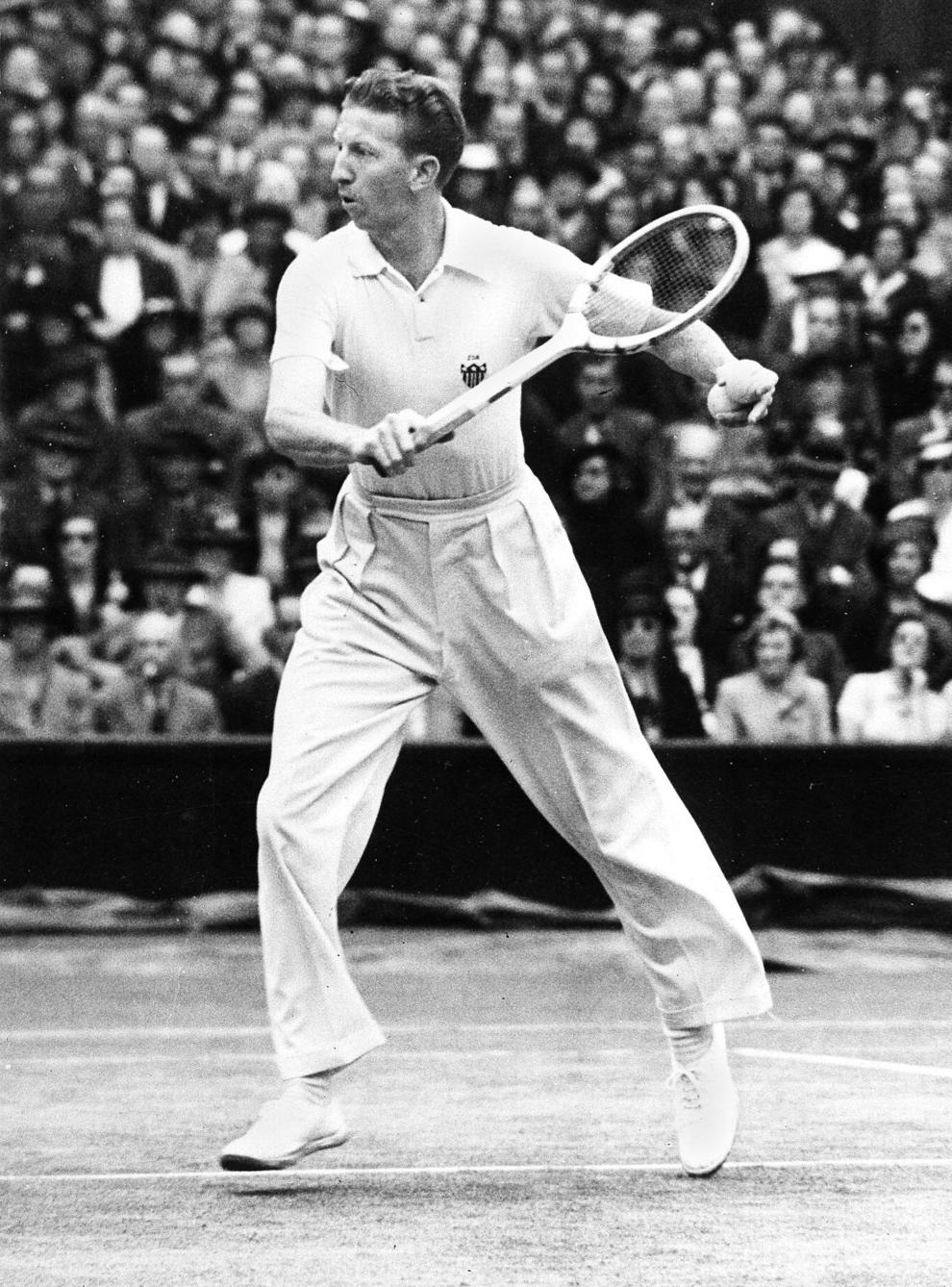
Don Budge, simplu masculin în 1938.
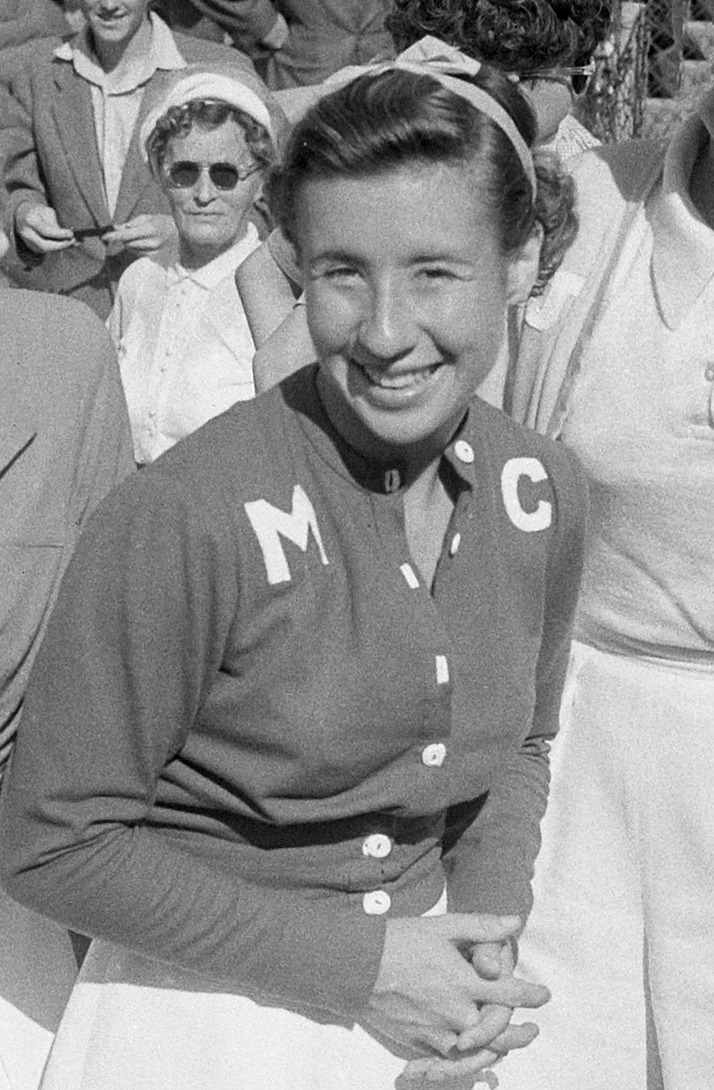
Maureen Connolly, simplu feminin în 1953.
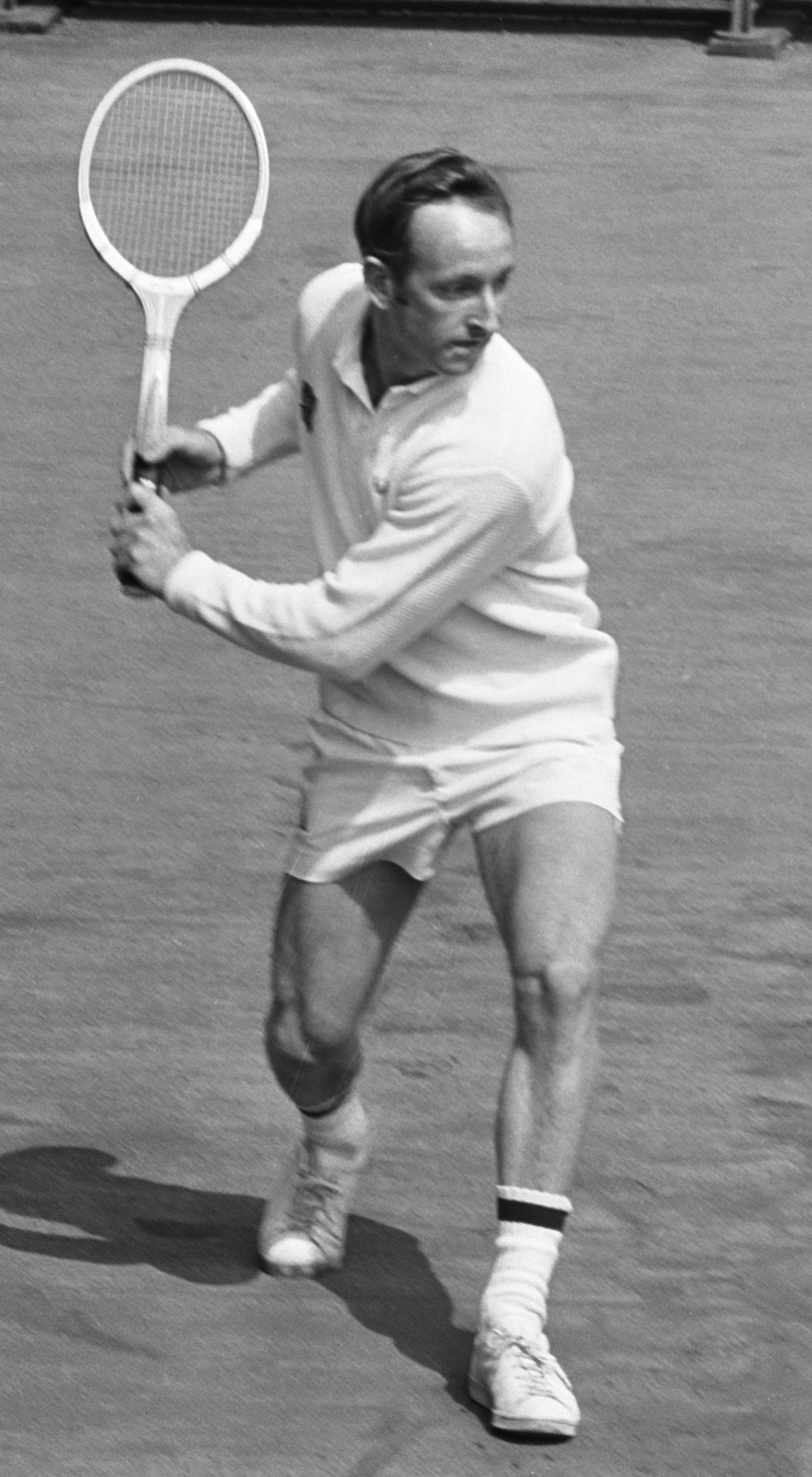
Rod Laver, simplu masculin în 1962 și 1969.
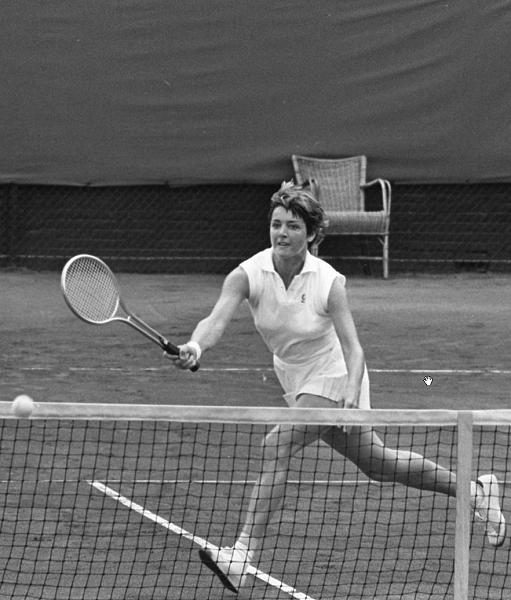
Margaret Court, simplu feminin în 1970.
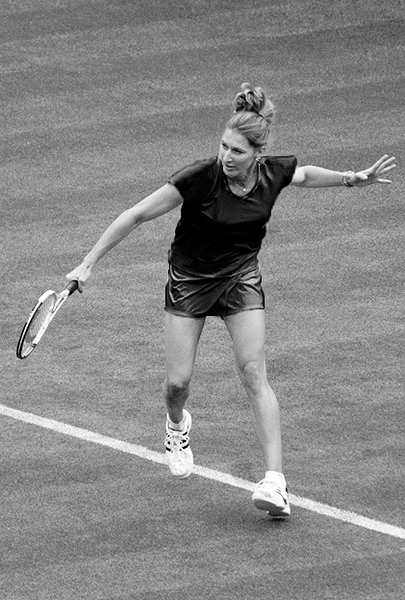
Steffi Graf, simplu feminin în 1988.

| Legendă | AU              | FR          | WB        | US      |
| Legendă | Australian Open | French Open | Wimbledon | US Open |

|    | An   | Jucător             | Probă             | Turneu | Turneu | Turneu | Turneu | Note                                                                  |
| 1  | An   | Jucător             | Probă             | 2      | 3      | 4      |        | Note                                                                  |
| -- | ---- | ------------------- | ----------------- | ------ | ------ | ------ | ------ | --------------------------------------------------------------------- |
| 1  | 1938 | Don Budge           | Simplu masculin   | AU     | FR     | WB     | US     | Parte a 6 titluri consecutive.                                        |
| 2  | 1951 | Ken McGregor        | Simplu masculin   | AU     | FR     | WB     | US     | Parte a 6 titluri consecutive pentru echipă.                          |
| 2  | 1951 | Frank Sedgman       | Simplu masculin   | AU     | FR     | WB     | US     | Parte a 8 titluri consecutive pentru Sedgman cu Bromwich și McGregor. |
| 3  | 1953 | Maureen Connolly    | Simplu feminin    | AU     | FR     | WB     | US     | Parte a 6 titluri consecutive.                                        |
| 4  | 1960 | Maria Bueno         | Dublu feminin     | AU     | FR     | WB     | US     | Parteneriat cu Truman și Hard.                                        |
| 5  | 1962 | Rod Laver           | Simplu masculin   | AU     | FR     | WB     | US     |                                                                       |
| 6  | 1963 | Margaret Court      | Dublu mixt        | AU     | FR     | WB     | US     | Parte a 7 titluri consecutive pentru Court cu Stolle și Fletcher.     |
| 6  | 1963 | Ken Fletcher        | Dublu mixt        | AU     | FR     | WB     | US     | Parte a 6 titluri consecutive pentru echipă.                          |
| 7  | 1965 | Margaret Court (2)  | Dublu mixt        | AU     | FR     | WB     | US     | Parte a 5 titluri consecutive cu Newcombe, Fletcher și Stolle.        |
| 8  | 1967 | Owen Davidson       | Dublu mixt        | AU     | FR     | WB     | US     | Parte a 5 titluri consecutive cu Floyd, Turner și Jean King.          |
| 9  | 1969 | Rod Laver (2)       | Simplu masculin   | AU     | FR     | WB     | US     |                                                                       |
| 10 | 1970 | Margaret Court (3)  | Simplu feminin    | AU     | FR     | WB     | US     | Parte a 6 titluri consecutive.                                        |
| 11 | 1983 | Stefan Edberg       | Simplu băieți     | FR     | WB     | US     | AU     |                                                                       |
| 12 | 1984 | Martina Navratilova | Dublu feminin     | FR     | WB     | US     | AU     | Parte a 8 titluri consecutive.                                        |
| 12 | 1984 | Pam Shriver         | Dublu feminin     | FR     | WB     | US     | AU     | Parte a 8 titluri consecutive.                                        |
| 13 | 1988 | Steffi Graf         | Simplu feminin    | AU     | FR     | WB     | US     | Parte a 5 titluri consecutive.                                        |
| 14 | 1998 | Martina Hingis      | Dublu feminin     | AU     | FR     | WB     | US     | Parte a 5 titluri consecutive cu Lučić, Novotná și Kournikova.        |
| 15 | 2009 | Esther Vergeer      | Dublu feminin     | AU     | FR     | WB     | US     | Parte a 12 titluri consecutive cu Homan, Griffioen și Smit.           |
| 15 | 2009 | Korie Homan         | Dublu feminin     | AU     | FR     | WB     | US     |                                                                       |
| 16 | 2011 | Esther Vergeer (2)  | Dublu WC feminin  | AU     | FR     | WB     | US     | Parte a 8 titluri consecutive cu Walraven și Buis.                    |
| 16 | 2011 | Sharon Walraven     | Dublu WC feminin  | AU     | FR     | WB     | US     | Parte a 7 titluri consecutive pentru echipă.                          |
| 17 | 2013 | Aniek van Koot      | Dublu WC feminin  | AU     | FR     | WB     | US     |                                                                       |
| 17 | 2013 | Jiske Griffioen     | Dublu WC feminin  | AU     | FR     | WB     | US     |                                                                       |
| 18 | 2014 | Stéphane Houdet     | Dublu WC masculin | AU     | FR     | WB     | US     | Parteneriat cu Gérard și Kunieda.                                     |
| 19 | 2014 | Yui Kamiji          | Dublu WC feminin  | AU     | FR     | WB     | US     | Parte a 5 titluri consecutive.                                        |
| 19 | 2014 | Jordanne Whiley     | Dublu WC feminin  | AU     | FR     | WB     | US     | Parte a 5 titluri consecutive.                                        |
| 20 | 2019 | Aniek van Koot (2)  | Dublu WC feminin  | AU     | FR     | WB     | US     |                                                                       |
| 20 | 2019 | Diede de Groot      | Dublu WC feminin  | AU     | FR     | WB     | US     | Parte a 7 titluri consecutive cu Van Koot și Kamiji.                  |
| 21 | 2019 | Dylan Alcott        | Dublu WC quad     | AU     | FR     | WB     | US     | Parte a 6 titluri consecutive cu Davidson, Wagner și Lapthorne.       |
| 22 | 2021 | Alfie Hewett        | Dublu WC masculin | AU     | FR     | WB     | US     | Parte a 8 titluri consecutive.                                        |
| 22 | 2021 | Gordon Reid         | Dublu WC masculin | AU     | FR     | WB     | US     | Parte a 8 titluri consecutive.                                        |
| 23 | 2021 | Diede de Groot (2)  | Simplu WC feminin | AU     | FR     | WB     | US     |                                                                       |
| 24 | 2021 | Dylan Alcott (2)    | Simplu WC quad    | AO     | FR     | WB     | US     |                                                                       |
| 25 | 2022 | Diede de Groot (3)  | Simplu WC feminin | AU     | FR     | WB     | US     |                                                                       |

## Recorduri și statistici Grand Slam

### Simplu masculin (toate timpurile)
| Cele mai multe titluri de Grand Slam | Nr. titluri |
| ------------------------------------ | ----------- |
| Novak Djokovic                       | 24          |
| Rafael Nadal                         | 22          |
| Roger Federer                        | 20          |
| Pete Sampras                         | 14          |
| Roy Emerson                          | 12          |
| Rod Laver                            | 11          |
| Björn Borg                           | 11          |
| Bill Tilden                          | 10          |
| Fred Perry                           | 8           |
| Ken Rosewall                         | 8           |
| Jimmy Connors                        | 8           |
| Ivan Lendl                           | 8           |
| Andre Agassi                         | 8           |

| Cele mai multe finale de Grand Slam | Nr. finale |
| ----------------------------------- | ---------- |
| Novak Djokovic                      | 36         |
| Roger Federer                       | 31         |
| Rafael Nadal                        | 30         |
| Ivan Lendl                          | 19         |
| Pete Sampras                        | 18         |
| Rod Laver                           | 17         |
| Ken Rosewall                        | 16         |
| Björn Borg                          | 16         |
| Bill Tilden                         | 15         |
| Roy Emerson                         | 15         |
| Jimmy Connors                       | 15         |
| Andre Agassi                        | 15         |

### Simplu feminin (toate timpurile)
| Cele mai multe titluri de Grand Slam | Nr. titluri |
| ------------------------------------ | ----------- |
| Margaret Court                       | 24          |
| Serena Williams                      | 23          |
| Steffi Graf                          | 22          |
| Helen Wills                          | 19          |
| Chris Evert                          | 18          |
| Martina Navratilova                  | 18          |
| Billie Jean King                     | 12          |
| Maureen Connolly                     | 9           |
| / Monica Seleș                       | 9           |
| Suzanne Lenglen                      | 8           |
| / Molla Mallory                      | 8           |

| Cele mai multe finale de Grand Slam | Nr. finale |
| ----------------------------------- | ---------- |
| Chris Evert                         | 34         |
| Serena Williams                     | 33         |
| / Martina Navratilova               | 32         |
| Steffi Graf                         | 31         |
| Margaret Court                      | 29         |
| Helen Wills                         | 22         |
| Doris Hart                          | 18         |
| Billie Jean King                    | 18         |
| E. Goolagong Cawley                 | 18         |
| Helen Jacobs                        | 16         |
| Venus Williams                      | 16         |

### Career Grand Slam
Câștigarea celor patru majore în orice moment al cursului carierei unui jucător este cunoscută sub numele de „Grand Slam în carieră”.
| CGS                                                     | Jucător            | Eveniment de finalizare |
| ------------------------------------------------------- | ------------------ | ----------------------- |
| CGS                                                     | Novak Djokovic (3) | French Open 2016        |
| CGS                                                     | Novak Djokovic (3) | French Open 2021        |
| CGS                                                     | Novak Djokovic (3) | French Open 2023        |
| CGS                                                     | Andre Agassi       | French Open 1999        |
| CGS                                                     | Roger Federer      | French Open 2009        |
| CGS                                                     | Rafael Nadal       | US Open 2010            |
| toate titlurile majore de-a lungul carierei jucătorului |                    |                         |

## Cele mai multe titluri de simplu și finale (toate timpurile)
Include toți jucătorii cu cel puțin șase titluri de simplu.
În tabelele de mai jos:
- "AU" înseamnă Australian Open sau Campionatele australiene.
- "FR" înseamnă French Open sau Campionatele franceze.
- "WB" înseamnă Wimbledon.
- "US" înseamnă US Open sau Campionatele Statelor Unite.
- "C" înseamnă persoana care a câștigat finala.
- "F" înseamnă finalist.
- "NP" înseamnă că persoana nu a participat niciodată la acel eveniment de Grand Slam.

### Masculin
| Jucător               | AU C–F | FR C–F | WB C–F | US C–F | Total C–F | Perioada titlurilor (ani) |
| --------------------- | ------ | ------ | ------ | ------ | --------- | ------------------------- |
| Novak Djokovic        | 10–0   | 3–4    | 7–2    | 4–6    | 24–12     | 2008–2023 (16)            |
| Rafael Nadal          | 2–4    | 14–0   | 2–3    | 4–1    | 22–8      | 2005–2022 (18)            |
| Roger Federer         | 6–1    | 1–4    | 8–4    | 5–2    | 20–11     | 2003–2018 (16)            |
| Pete Sampras          | 2–1    | 0–0    | 7–0    | 5–3    | 14–4      | 1990–2002 (13)            |
| Roy Emerson           | 6–1    | 2–1    | 2–0    | 2–1    | 12–3      | 1961–1967 (7)             |
| Rod Laver             | 3–1    | 2–1    | 4–2    | 2–2    | 11–6      | 1960–1969 (10)            |
| Björn Borg            | 0–0    | 6–0    | 5–1    | 0–4    | 11–5      | 1974–1981 (8)             |
| Bill Tilden           | NP     | 0–2    | 3–0    | 7–3    | 10–5      | 1920–1930 (11)            |
| Ivan Lendl            | 2–2    | 3–2    | 0–2    | 3–5    | 8–11      | 1984–1990 (7)             |
| Ken Rosewall          | 4–1    | 2–1    | 0–4    | 2–2    | 8–8       | 1953–1972 (20)            |
| Jimmy Connors         | 1–1    | 0–0    | 2–4    | 5–2    | 8–7       | 1974–1983 (10)            |
| Andre Agassi          | 4–0    | 1–2    | 1–1    | 2–4    | 8–7       | 1992–2003 (12)            |
| Fred Perry            | 1–1    | 1–1    | 3–0    | 3–0    | 8–2       | 1933–1936 (4)             |
| John McEnroe          | 0–0    | 0–1    | 3–2    | 4–1    | 7–4       | 1979–1984 (6)             |
| Mats Wilander         | 3–1    | 3–2    | 0–0    | 1–1    | 7–4       | 1982–1988 (7)             |
| René Lacoste          | NP     | 3–2    | 2–1    | 2–0    | 7–3       | 1925–1929 (5)             |
| Henri Cochet          | NP     | 4–1    | 2–1    | 1–1    | 7–3       | 1926–1932 (7)             |
| John Newcombe         | 2–1    | 0–0    | 3–1    | 2–1    | 7–3       | 1967–1975 (9)             |
| William Larned        | NP     | NP     | 0–0    | 7–2    | 7–2       | 1901–1911 (11)            |
| William Renshaw       | NP     | NP     | 7–1    | NP     | 7–1       | 1881–1889 (9)             |
| Richard Sears         | NP     | NP     | 0–0    | 7–0    | 7–0       | 1881–1887 (7)             |
| Jack Crawford         | 4–3    | 1–1    | 1–1    | 0–1    | 6–6       | 1933–1935 (3)             |
| Stefan Edberg         | 2–3    | 0–1    | 2–1    | 2–0    | 6–5       | 1985–1992 (8)             |
| Boris Becker          | 2–0    | 0–0    | 3–4    | 1–0    | 6–4       | 1985–1996 (12)            |
| Laurence Doherty      | NP     | NP     | 5–1    | 1–0    | 6–1       | 1902–1906 (5)             |
| Anthony Wilding       | 2–0    | NP     | 4–1    | NP     | 6–1       | 1906–1913 (8)             |
| Don Budge             | 1–0    | 1–0    | 2–0    | 2–1    | 6–1       | 1937–1938 (2)             |
| Frank Sedgman         | 2–1    | 0–1    | 1–1    | 2–0    | 5–3       | 1949–1952 (4)             |
| Tony Trabert          | 0–0    | 2–0    | 1–0    | 2–0    | 5–0       | 1953–1955 (3)             |
| Jean Borotra          | 1–0    | 1–2    | 2–3    | 0–1    | 4–6       | 1924–1931 (8)             |
| Guillermo Vilas       | 2–1    | 1–3    | 0–0    | 1–0    | 4–4       | 1977–1979 (3)             |
| Jim Courier           | 2–0    | 2–1    | 0–1    | 0–1    | 4–3       | 1991–1993 (3)             |
| Reginald Doherty      | 0–0    | 0–0    | 4–1    | 0–1    | 4–2       | 1897–1900 (4)             |
| Frank Parker          | 0–0    | 2–0    | 0–0    | 2–2    | 4–2       | 1944–1949 (6)             |
| Lew Hoad              | 1–1    | 1–0    | 2–0    | 0–1    | 4–2       | 1956–1957 (2)             |
| Ashley Cooper         | 2–0    | 0–0    | 1–1    | 1–1    | 4–2       | 1957–1958 (2)             |
| Robert Wrenn          | 0–0    | 0–0    | 0–0    | 4–1    | 4–1       | 1893–1897 (5)             |
| Manuel Santana        | 0–0    | 2–0    | 1–0    | 1–0    | 4–0       | 1961–1966 (6)             |
| Andy Murray           | 0–5    | 0–1    | 2–1    | 1–1    | 3–8       | 2012–2016 (5)             |
| Bill Johnston         | 0–0    | 0–0    | 1–0    | 2–6    | 3–6       | 1915–1919 (5)             |
| Arthur Gore           | 0–0    | 0–0    | 3–5    | 0–0    | 3–5       | 1901–1909 (9)             |
| / Jaroslav Drobný     | 0–0    | 2–3    | 1–2    | 0–0    | 3–5       | 1951–1954 (4)             |
| Gerald Patterson      | 1–3    | 0–0    | 2–1    | 0–0    | 3–4       | 1919–1927 (9)             |
| Neale Fraser          | 0–3    | 0–0    | 1–1    | 2–0    | 3–4       | 1959–1960 (2)             |
| Arthur Ashe           | 1–3    | 0–0    | 1–0    | 1–1    | 3–4       | 1968–1975 (8)             |
| Wilfred Baddeley      | 0–0    | 0–0    | 3–3    | 0–0    | 3–3       | 1891–1895 (5)             |
| Norman Brookes        | 1–0    | 0–0    | 2–2    | 0–0    | 3–2       | 1907–1914 (8)             |
| Bobby Riggs           | 0–0    | 0–1    | 1–0    | 2–1    | 3–2       | 1939–1941 (3)             |
| Jan Kodeš             | 0–0    | 2–0    | 1–0    | 0–2    | 3–2       | 1970–1973 (4)             |
| Ellsworth Vines       | 0–0    | 0–0    | 1–1    | 2–0    | 3–1       | 1931–1932 (2)             |
| Jack Kramer           | 0–0    | 0–0    | 1–0    | 2–1    | 3–1       | 1946–1947 (2)             |
| Adrian Quist          | 3–1    | 0–0    | 0–0    | 0–0    | 3–1       | 1936–1948 (13)            |
| Stan Wawrinka         | 1–0    | 1–1    | 0–0    | 1–0    | 3–1       | 2014–2016 (3)             |
| Oliver Campbell       | NP     | NP     | 0–0    | 3–0    | 3–0       | 1890–1892 (3)             |
| Malcolm Whitman       | NP     | NP     | NP     | 3–0    | 3–0       | 1898–1900 (3)             |
| James Anderson        | 3–0    | 0–0    | 0–0    | 0–0    | 3–0       | 1922–1925 (4)             |
| Gustavo Kuerten       | 0–0    | 3–0    | 0–0    | 0–0    | 3–0       | 1997–2001 (5)             |
| John Bromwich         | 2–5    | 0–0    | 0–1    | 0–0    | 2–6       | 1939–1946 (8)             |
| Fred Stolle           | 0–2    | 1–0    | 0–3    | 1–1    | 2–6       | 1965–1966 (2)             |
| Gottfried von Cramm   | 0–0    | 2–1    | 0–3    | 0–1    | 2–5       | 1934–1936 (3)             |
| Maurice McLoughlin    | NP     | NP     | 0–1    | 2–3    | 2–4       | 1912–1913 (2)             |
| Vic Seixas            | 0–0    | 0–1    | 1–0    | 1–2    | 2–3       | 1953–1954 (2)             |
| Ilie Năstase          | 0–0    | 1–1    | 0–2    | 1–0    | 2–3       | 1972–1973 (2)             |
| Henry Slocum          | 0–0    | 0–0    | 0–0    | 2–2    | 2–2       | 1888–1889 (2)             |
| Joshua Pim            | 0–0    | 0–0    | 2–2    | 0–0    | 2–2       | 1893–1894 (2)             |
| Nicola Pietrangeli    | 0–0    | 2–2    | 0–0    | 0–0    | 2–2       | 1959–1960 (2)             |
| Pat Rafter            | 0–0    | 0–0    | 0–2    | 2–0    | 2–2       | 1997–1998 (2)             |
| Lleyton Hewitt        | 0–1    | 0–0    | 1–0    | 1–1    | 2–2       | 2001–2002 (2)             |
| Marat Safin           | 1–2    | 0–0    | 0–0    | 1–0    | 2–2       | 2000–2005 (6)             |
| John Hartley (tennis) | NP     | NP     | 2–1    | NP     | 2–1       | 1879–1880 (2)             |
| R. Norris Williams    | NP     | NP     | 0–0    | 2–1    | 2–1       | 1914–1916 (3)             |
| Ted Schroeder         | NP     | NP     | 1–0    | 1–1    | 2–1       | 1942–1949 (8)             |
| Budge Patty           | 0–0    | 1–1    | 1–0    | 0–0    | 2–1       | 1950                      |
| Mervyn Rose           | 1–1    | 1–0    | 0–0    | 0–0    | 2–1       | 1954–1958 (5)             |
| Alex Olmedo           | 1–0    | 0–0    | 1–0    | 0–1    | 2–1       | 1959                      |
| Stan Smith            | 0–0    | 0–0    | 1–1    | 1–0    | 2–1       | 1971–1972 (2)             |
| Sergi Bruguera        | 0–0    | 2–1    | 0–0    | 0–0    | 2–1       | 1993–1994 (2)             |
| Evgheni Kafelnikov    | 1–1    | 1–0    | 0–0    | 0–0    | 2–1       | 1996–1999 (4)             |
| Rodney Heath          | 2–0    | 0–0    | 0–0    | 0–0    | 2–0       | 1905–1910 (6)             |
| Robert Lindley Murray | 0–0    | 0–0    | 0–0    | 2–0    | 2–0       | 1917–1918 (2)             |
| Pat O'Hara Wood       | 2–0    | 0–0    | 0–0    | 0–0    | 2–0       | 1920–1923 (4)             |
| Don McNeill           | 0–0    | 1–0    | 0–0    | 1–0    | 2–0       | 1939–1940 (2)             |
| Pancho Gonzales       | 0–0    | 0–0    | 0–0    | 2–0    | 2–0       | 1948–1949 (2)             |
| Dick Savitt           | 1–0    | 0–0    | 1–0    | 0–0    | 2–0       | 1951                      |
| / Johan Kriek         | 2–0    | 0–0    | 0–0    | 0–0    | 2–0       | 1981–1982 (2)             |
| Carlos Alcaraz        | 0–0    | 0–0    | 1–0    | 1–0    | 2–0       | 2022–2023 (2)             |

### Feminin
| Jucătoare               | AU C-F | FR C-F | WB C-F | US C-F | Total C-F | Perioada titlurilor (ani) |
| ----------------------- | ------ | ------ | ------ | ------ | --------- | ------------------------- |
| Margaret Court          | 11–1   | 5–1    | 3–2    | 5–1    | 24–5      | 1960–1973 (14)            |
| Serena Williams         | 7–1    | 3–1    | 7–4    | 6–4    | 23–10     | 1999–2017 (19)            |
| Steffi Graf             | 4–1    | 6–3    | 7–2    | 5–3    | 22–9      | 1987–1999 (13)            |
| Helen Wills             | NP     | 4–0    | 8–1    | 7–2    | 19–3      | 1923–1938 (16)            |
| Chris Evert             | 2–4    | 7–2    | 3–7    | 6–3    | 18–16     | 1974–1986 (13)            |
| / Martina Navratilova   | 3–3    | 2–4    | 9–3    | 4–4    | 18–14     | 1978–1990 (13)            |
| Billie Jean King        | 1–1    | 1–0    | 6–3    | 4–2    | 12–6      | 1966–1975 (10)            |
| / Monica Seles          | 4–0    | 3–1    | 0–1    | 2–2    | 9–4       | 1990–1996 (7)             |
| Maureen Connolly        | 1–0    | 2–0    | 3–0    | 3–0    | 9–0       | 1951–1954 (4)             |
| / Molla Mallory         | NP     | 0–0    | 0–1    | 8–2    | 8–3       | 1915–1926 (12)            |
| Suzanne Lenglen         | NP     | 2–0    | 6–0    | 0–0    | 8–0       | 1919–1926 (8)             |
| E. Goolagong Cawley     | 4–3    | 1–1    | 2–3    | 0–4    | 7–11      | 1971–1980 (10)            |
| Venus Williams          | 0–2    | 0–1    | 5–4    | 2–2    | 7–9       | 2000–2008 (9)             |
| Maria Bueno             | 0–1    | 0–1    | 3–2    | 4–1    | 7–5       | 1959–1966 (8)             |
| Justine Henin           | 1–2    | 4–0    | 0–2    | 2–1    | 7–5       | 2003–2007 (5)             |
| D. Lambert Chambers     | NP     | NP     | 7–4    | 0–0    | 7–4       | 1903–1914 (12)            |
| Doris Hart              | 1–1    | 2–3    | 1–3    | 2–5    | 6–12      | 1949–1955 (7)             |
| Louise Brough           | 1–0    | 0–0    | 4–3    | 1–5    | 6–8       | 1947–1955 (9)             |
| Blanche Bingley         | NP     | NP     | 6–7    | NP     | 6–7       | 1886–1900 (15)            |
| M. Osborne duPont       | NP     | 2–0    | 1–2    | 3–2    | 6–4       | 1946–1950 (5)             |
| Nancye Wynne Bolton     | 6–2    | 0–0    | 0–0    | 0–1    | 6–3       | 1937–1951 (15)            |
| Helen Jacobs            | 0–0    | 0–2    | 1–5    | 4–4    | 5–11      | 1932–1936 (5)             |
| Martina Hingis          | 3–3    | 0–2    | 1–0    | 1–2    | 5–7       | 1997–1999 (3)             |
| Charlotte Cooper        | 0–0    | 0–0    | 5–5    | 0–0    | 5–5       | 1895–1908 (14)            |
| Maria Sharapova         | 1–3    | 2–1    | 1–1    | 1–0    | 5–5       | 2004–2014 (11)            |
| Pauline Betz            | 0–0    | 0–1    | 1–0    | 4–2    | 5–3       | 1942–1946 (5)             |
| Althea Gibson           | 0–1    | 1–0    | 2–0    | 2–1    | 5–2       | 1956–1958 (3)             |
| Lottie Dod              | 0–0    | 0–0    | 5–0    | 0–0    | 5–0       | 1887–1893 (7)             |
| Daphne Akhurst          | 5–0    | 0–0    | 0–0    | 0–0    | 5–0       | 1925–1930 (6)             |
| Alice Marble            | 0–0    | 0–0    | 1–0    | 4–0    | 5–0       | 1936–1940 (5)             |
| A. Sánchez Vicario      | 0–2    | 3–3    | 0–2    | 1–1    | 4–8       | 1989–1998 (10)            |
| Elisabeth Moore         | 0–0    | 0–0    | 0–0    | 4–4    | 4–4       | 1896–1905 (10)            |
| Shirley Fry Irvin       | 1–0    | 1–2    | 1–1    | 1–1    | 4–4       | 1951–1957 (7)             |
| Hana Mandlíková         | 2–0    | 1–0    | 0–2    | 1–2    | 4–4       | 1980–1987 (8)             |
| Kim Clijsters           | 1–1    | 0–2    | 0–0    | 3–1    | 4–4       | 2005–2011 (7)             |
| Hazel Hotchkiss         | 0–0    | 0–0    | 0–0    | 4–1    | 4–1       | 1909–1919 (11)            |
| Naomi Osaka             | 2–0    | 0–0    | 0–0    | 2–0    | 4–0       | 2018–2021 (4)             |
| Iga Świątek             | 0–0    | 3–0    | 0–0    | 1–0    | 4–0       | 2020–2023 (4)             |
| Ann Haydon Jones        | 0–0    | 2–3    | 1–1    | 0–2    | 3–6       | 1961–1969 (9)             |
| Darlene Hard            | 0–0    | 1–0    | 0–2    | 2–2    | 3–4       | 1960–1961 (2)             |
| Lindsay Davenport       | 1–1    | 0–0    | 1–2    | 1–1    | 3–4       | 1998–2000 (3)             |
| Mary Browne             | 0–0    | 0–1    | 0–0    | 3–1    | 3–2       | 1912–1914 (3)             |
| H. Krahwinkel Sperling  | 0–0    | 3–0    | 0–2    | 0–0    | 3–2       | 1935–1937 (3)             |
| Angela Mortimer         | 1–0    | 1–1    | 1–1    | 0–0    | 3–2       | 1955–1961 (7)             |
| Juliette Atkinson       | 0–0    | 0–0    | 0–0    | 3–1    | 3–1       | 1895–1898 (4)             |
| May Sutton              | 0–0    | 0–0    | 2–1    | 1–0    | 3–1       | 1904–1907 (4)             |
| Dorothy Round           | 1–0    | 0–0    | 2–1    | 0–0    | 3–1       | 1934–1937 (4)             |
| Angelique Kerber        | 1–0    | 0–0    | 1–1    | 1–0    | 3–1       | 2016–2018 (3)             |
| Joan Hartigan           | 3–0    | 0–0    | 0–0    | 0–0    | 3–0       | 1933–1936 (4)             |
| Virginia Wade           | 1–0    | 0–0    | 1–0    | 1–0    | 3–0       | 1968–1977 (10)            |
| Jennifer Capriati       | 2–0    | 1–0    | 0–0    | 0–0    | 3–0       | 2001–2002 (2)             |
| Ashleigh Barty          | 1–0    | 1–0    | 1–0    | 0–0    | 3–0       | 2019–2021 (3)             |
| Simonne Mathieu         | 0–0    | 2–6    | 0–0    | 0–0    | 2–6       | 1938–1939 (2)             |
| Thelma Coyne Long       | 2–4    | 0–0    | 0–0    | 0–0    | 2–4       | 1952–1954 (3)             |
| Lesley Turner Bowrey    | 0–2    | 2–2    | 0–0    | 0–0    | 2–4       | 1963–1965 (3)             |
| Nancy Richey            | 1–1    | 1–1    | 0–0    | 0–2    | 2–4       | 1967–1968 (2)             |
| Mary Pierce             | 1–1    | 1–2    | 0–0    | 0–1    | 2–4       | 1995–2000 (6)             |
| Kathleen McKane Godfree | 0–0    | 0–1    | 2–1    | 0–1    | 2–3       | 1924–1926 (3)             |
| Simona Halep            | 0–1    | 1–2    | 1–0    | 0–0    | 2–3       | 2018–2019 (2)             |
| Victoria Azarenka       | 2–0    | 0–0    | 0–0    | 0–3    | 2–3       | 2012–2020 (2)             |
| Marion Jones Farquhar   | 0–0    | 0–0    | 0–0    | 2–2    | 2–2       | 1899–1902 (4)             |
| Sarah Palfrey Cooke     | 0–0    | 0–0    | 0–0    | 2–2    | 2–2       | 1941–1945 (5)             |
| Svetlana Kuznetsova     | 0–0    | 1–1    | 0–0    | 1–1    | 2–2       | 2004–2009 (6)             |
| Li Na                   | 1–2    | 1–0    | 0–0    | 0–0    | 2–2       | 2011–2014 (4)             |
| Garbiñe Muguruza        | 0–1    | 1–0    | 1–1    | 0–0    | 2–2       | 2016–2017 (2)             |
| Maud Watson             | 0–0    | 0–0    | 2–1    | 0–0    | 2–1       | 1884–1885 (2)             |
| Bertha Townsend         | 0–0    | 0–0    | 0–0    | 2–1    | 2–1       | 1888–1889 (2)             |
| Margaret Molesworth     | 2–1    | 0–0    | 0–0    | 0–0    | 2–1       | 1922–1923 (2)             |
| Coral Buttsworth        | 2–1    | 0–0    | 0–0    | 0–0    | 2–1       | 1931–1932 (2)             |
| Amélie Mauresmo         | 1–1    | 0–0    | 1–0    | 0–0    | 2–1       | 2006                      |
| Petra Kvitová           | 0–1    | 0–0    | 2–0    | 0–0    | 2–1       | 2011–2014 (4)             |
| Mabel Cahill            | 0–0    | 0–0    | 0–0    | 2–0    | 2–0       | 1891–1892 (2)             |
| Cilly Aussem            | 0–0    | 1–0    | 1–0    | 0–0    | 2–0       | 1931                      |
| Margaret Scriven        | 0–0    | 2–0    | 0–0    | 0–0    | 2–0       | 1933–1934 (2)             |
| Mary Carter Reitano     | 2–0    | 0–0    | 0–0    | 0–0    | 2–0       | 1956–1959 (4)             |
| Tracy Austin            | 0–0    | 0–0    | 0–0    | 2–0    | 2–0       | 1979–1981 (3)             |

## Cele mai multe victorii per turneu
| Turneu                                    | Probă      | Titluri masculin | Titluri masculin                                                                                | Titluri feminin | Titluri feminin                                                                              |
| ----------------------------------------- | ---------- | ---------------- | ----------------------------------------------------------------------------------------------- | --------------- | -------------------------------------------------------------------------------------------- |
| Campionatele australiene/ Australian Open | Simplu     | 10               | Novak Djokovic                                                                                  | 11              | Margaret Court                                                                               |
| Campionatele australiene/ Australian Open | Dublu      | 10               | Adrian Quist                                                                                    | 12              | Thelma Coyne Long                                                                            |
| Campionatele australiene/ Australian Open | Dublu mixt | 4                | Harry Hopman Colin Long                                                                         | 4               | Thelma Coyne Long Nancye Wynne Bolton Daphne Akhurst Cozens Nell Hall Hopman Margaret Court1 |
| Campionatele australiene/ Australian Open | Total      | 13               | Adrian Quist                                                                                    | 23              | Margaret Court1                                                                              |
| Campionatele Franței/ French Open         | Simplu     | 14               | Rafael Nadal                                                                                    | 7               | Chris Evert                                                                                  |
| Campionatele Franței/ French Open         | Dublu      | 6                | Roy Emerson                                                                                     | 7               | / Martina Navratilova                                                                        |
| Campionatele Franței/ French Open         | Dublu mixt | 3                | Ken Fletcher Jean-Claude Barclay                                                                | 4               | Margaret Court                                                                               |
| Campionatele Franței/ French Open         | Total      | 14               | Rafael Nadal                                                                                    | 13              | Margaret Court                                                                               |
| Campionatele de la Wimbledon              | Simplu     | 8                | Roger Federer                                                                                   | 9               | Martina Navratilova                                                                          |
| Campionatele de la Wimbledon              | Dublu      | 9                | Todd Woodbridge                                                                                 | 12              | Elizabeth Ryan                                                                               |
| Campionatele de la Wimbledon              | Dublu mixt | 4                | Vic Seixas Ken Fletcher Owen Davidson Leander Paes                                              | 7               | Elizabeth Ryan                                                                               |
| Campionatele de la Wimbledon              | Total      | 13               | Laurence Doherty                                                                                | 20              | Billie Jean King / Martina Navratilova                                                       |
| Campionatele US/ US Open                  | Simplu     | 7                | Richard Sears Bill Larned Bill Tilden                                                           | 8               | / Molla Mallory                                                                              |
| Campionatele US/ US Open                  | Dublu      | 6                | Richard Sears Holcombe Ward Mike Bryan                                                          | 13              | Margaret Osborne duPont                                                                      |
| Campionatele US/ US Open                  | Dublu mixt | 4                | Edwin Fischer Wallace Johnson Bill Tilden William Talbert Marty Riessen Owen Davidson Bob Bryan | 9               | Margaret Osborne duPont                                                                      |
| Campionatele US/ US Open                  | Total      | 16               | Bill Tilden                                                                                     | 25              | Margaret Osborne duPont                                                                      |
| În total                                  | Simplu     | 24               | Novak Djokovic                                                                                  | 24              | Margaret Court                                                                               |
| În total                                  | Dublu      | 18               | Mike Bryan                                                                                      | 31              | / Martina Navratilova                                                                        |
| În total                                  | Dublu mixt | 11               | Owen Davidson1                                                                                  | 21              | Margaret Court1                                                                              |
| În total                                  | Total      | 28               | Roy Emerson                                                                                     | 64              | Margaret Court1                                                                              |

1 Titlurile australiene la dublu mixt ale lui Margaret Court (1965 și 1969) și Owen Davidson (1965) au fost finale nejucate.

## Cele mai multe titluri de simplu (Open Era)
Jucători care au jucat cel puțin 5 finale de simplu în timpul Open Era.
| Jucător        | AU | FR | WB | US | Total | Interval (ani) |
| -------------- | -- | -- | -- | -- | ----- | -------------- |
| Novak Djokovic | 10 | 3  | 7  | 4  | 24    | 2008–2023 (16) |
| Rafael Nadal   | 2  | 14 | 2  | 4  | 22    | 2005–2022 (17) |
| Roger Federer  | 6  | 1  | 8  | 5  | 20    | 2003–2018 (16) |
| Pete Sampras   | 2  | 0  | 7  | 5  | 14    | 1990–2002 (13) |
| Björn Borg     | 0  | 6  | 5  | 0  | 11    | 1974–1981 (8)  |
| Jimmy Connors  | 1  | 0  | 2  | 5  | 8     | 1974–1983 (10) |
| Ivan Lendl     | 2  | 3  | 0  | 3  | 8     | 1984–1990 (7)  |
| Andre Agassi   | 4  | 1  | 1  | 2  | 8     | 1992–2003 (12) |
| John McEnroe   | 0  | 0  | 3  | 4  | 7     | 1979–1984 (6)  |
| Mats Wilander  | 3  | 3  | 0  | 1  | 7     | 1982–1988 (7)  |
| Stefan Edberg  | 2  | 0  | 2  | 2  | 6     | 1985–1992 (8)  |
| Boris Becker   | 2  | 0  | 3  | 1  | 6     | 1985–1996 (12) |
| Rod Laver      | 1  | 1  | 2  | 1  | 5     | 1968–1969 (2)  |
| John Newcombe  | 2  | 0  | 2  | 1  | 5     | 1970–1975 (6)  |

| Jucătoare           | AU | FR | WB | US | Total | Interval (ani) |
| ------------------- | -- | -- | -- | -- | ----- | -------------- |
| Serena Williams     | 7  | 3  | 7  | 6  | 23    | 1999–2017 (19) |
| Steffi Graf         | 4  | 6  | 7  | 5  | 22    | 1987–1999 (13) |
| Chris Evert         | 2  | 7  | 3  | 6  | 18    | 1974–1986 (13) |
| Martina Navratilova | 3  | 2  | 9  | 4  | 18    | 1978–1990 (13) |
| Margaret Court      | 4  | 3  | 1  | 3  | 11    | 1969–1973 (5)  |
| / Monica Seles      | 4  | 3  | 0  | 2  | 9     | 1990–1996 (7)  |
| Billie Jean King    | 0  | 1  | 4  | 3  | 8     | 1968–1975 (8)  |
| E. Goolagong Cawley | 4  | 1  | 2  | 0  | 7     | 1971–1980 (10) |
| Justine Henin       | 1  | 4  | 0  | 2  | 7     | 2003–2007 (5)  |
| Venus Williams      | 0  | 0  | 5  | 2  | 7     | 2000–2008 (9)  |
| Martina Hingis      | 3  | 0  | 1  | 1  | 5     | 1997–1999 (3)  |
| Maria Șarapova      | 1  | 2  | 1  | 1  | 5     | 2004–2014 (11) |

## Cele mai multe finale de simplu (Open Era)
Jucători care au ajuns la cel puțin 10 finale de simplu în timpul erei Open. Numătul titlurilor câștigate apare între paranteze.
| Jucător        | AU      | FR      | WB     | US    | Total   | Interval (ani) |
| -------------- | ------- | ------- | ------ | ----- | ------- | -------------- |
| Novak Djokovic | 10 (10) | 7 (3)   | 9 (7)  | 9 (3) | 36 (24) | 2007–2023 (17) |
| Roger Federer  | 7 (6)   | 5 (1)   | 12 (8) | 7 (5) | 31 (20) | 2003–2019 (17) |
| Rafael Nadal   | 6 (2)   | 14 (14) | 5 (2)  | 5 (4) | 30 (22) | 2005–2022 (18) |
| Ivan Lendl     | 4 (2)   | 5 (3)   | 2 (0)  | 8 (3) | 19 (8)  | 1981–1991 (11) |
| Pete Sampras   | 3 (2)   | 0       | 7 (7)  | 8 (5) | 18 (14) | 1990–2002 (13) |
| Björn Borg     | 0       | 6 (6)   | 6 (5)  | 4 (0) | 16 (11) | 1974–1981 (8)  |
| Jimmy Connors  | 2 (1)   | 0       | 6 (2)  | 7 (5) | 15 (8)  | 1974–1984 (11) |
| Andre Agassi   | 4 (4)   | 3 (1)   | 2 (1)  | 6 (2) | 15 (8)  | 1990–2005 (16) |
| John McEnroe   | 0       | 1 (0)   | 5 (3)  | 5 (4) | 11 (7)  | 1979–1985 (7)  |
| Mats Wilander  | 4 (3)   | 5 (3)   | 0      | 2 (1) | 11 (7)  | 1982–1988 (7)  |
| Stefan Edberg  | 5 (2)   | 1 (0)   | 3 (2)  | 2 (2) | 11 (6)  | 1985–1993 (9)  |
| Andy Murray    | 5 (0)   | 1 (0)   | 3 (2)  | 2 (1) | 11 (3)  | 2008–2016 (9)  |
| Boris Becker   | 2 (2)   | 0       | 7 (3)  | 1 (1) | 10 (6)  | 1985–1996 (12) |

| Jucătoare             | AU    | FR    | WB     | US     | Total   | Interval (ani) |
| --------------------- | ----- | ----- | ------ | ------ | ------- | -------------- |
| Chris Evert           | 6 (2) | 9 (7) | 10 (3) | 9 (6)  | 34 (18) | 1973–1988 (16) |
| Serena Williams       | 8 (7) | 4 (3) | 11 (7) | 10 (6) | 33 (23) | 1999–2019 (21) |
| / Martina Navratilova | 6 (3) | 6 (2) | 12 (9) | 8 (4)  | 32 (18) | 1975–1994 (20) |
| Steffi Graf           | 5 (4) | 9 (6) | 9 (7)  | 8 (5)  | 31 (22) | 1987–1999 (13) |
| E. Goolagong Cawley   | 7 (4) | 2 (1) | 5 (2)  | 4 (0)  | 18 (7)  | 1971–1980 (10) |
| Venus Williams        | 2 (0) | 1 (0) | 9 (5)  | 4 (2)  | 16 (7)  | 1997–2017 (21) |
| / Monica Seles        | 4 (4) | 4 (3) | 1 (0)  | 4 (2)  | 13 (9)  | 1990–1998 (9)  |
| Margaret Court        | 4 (4) | 3 (3) | 2 (1)  | 3 (3)  | 12 (11) | 1969–1973 (5)  |
| Billie Jean King      | 1 (0) | 1 (1) | 6 (4)  | 4 (3)  | 12 (8)  | 1968–1975 (8)  |
| Justine Henin         | 3 (1) | 4 (4) | 2 (0)  | 3 (2)  | 12 (7)  | 2001–2010 (10) |
| Martina Hingis        | 6 (3) | 2 (0) | 1 (1)  | 3 (1)  | 12 (5)  | 1997–2002 (6)  |
| A. Sánchez Vicario    | 2 (0) | 6 (3) | 2 (0)  | 2 (1)  | 12 (4)  | 1989–1998 (10) |
| Maria Șarapova        | 4 (1) | 3 (2) | 2 (1)  | 1 (1)  | 10 (5)  | 2004–2015 (12) |

## Alte recorduri la simplu (toate timpurile)

### Cel mai tânăr și cel mai în vârstă campion
Masculin
| Vârsta la primul titlu | Vârsta la primul titlu | Turneu                 |
| ---------------------- | ---------------------- | ---------------------- |
| 17 ani și 3 luni       | Michael Chang          | French Open 1989       |
| 17 ani și 7 luni       | Boris Becker           | Wimbledon 1985         |
| 17 ani și 9 luni       | Mats Wilander          | French Open 1982       |
| 18 ani și 0 luni       | Björn Borg             | French Open 1974       |
| 18 ani și 2 luni       | Ken Rosewall           | Australian Champ. 1953 |

| Vârsta la ultimul titlu | Vârsta la ultimul titlu | Turneu               |
| ----------------------- | ----------------------- | -------------------- |
| 41 ani și 6 luni        | Arthur Gore             | Wimbledon 1909       |
| 38 ani și 8 luni        | William Larned          | US Champ. 1911       |
| 37 ani și 4 luni        | Bill Tilden             | Wimbledon 1930       |
| 37 ani și 2 luni        | Ken Rosewall            | Australian Open 1972 |
| 36 ani și 5 luni        | Roger Federer           | Australian Open 2018 |

Feminin
| Vârsta la primul titlu | Vârsta la primul titlu | Turneu               |
| ---------------------- | ---------------------- | -------------------- |
| 15 ani și 9 luni       | Lottie Dod             | Wimbledon 1887       |
| 16 ani și 3 luni       | Martina Hingis         | Australian Open 1997 |
| 16 ani și 6 luni       | Monica Seles           | French Open 1990     |
| 16 ani și 9 luni       | Tracy Austin           | US Open 1979         |
| 16 ani și 9 luni       | May Sutton             | US Champ. 1904       |

| Vârsta la ultimul titlu | Vârsta la ultimul titlu | Turneu               |
| ----------------------- | ----------------------- | -------------------- |
| 42 ani și 5 luni        | Molla Mallory           | US Champ. 1926       |
| 38 ani și 0 luni        | Maud Barger-Wallach     | US Champ. 1908       |
| 37 ani și 8 luni        | Charlotte Cooper        | Wimbledon 1908       |
| 35 ani și 10 luni       | D. Lambert Chambers     | Wimbledon 1914       |
| 35 ani și 4 luni        | Serena Williams         | Australian Open 2017 |

### Câștigarea unui titlu fără a pierde un set
Jucătorii de mai jos nu au pierdut nici un set în timpul întregii competiții.
Masculin
| Nr. | Jucător           | Turneu                           | Cap de serie | Meciuri | Seturi | GW  | GL | % Jocuri |
| --- | ----------------- | -------------------------------- | ------------ | ------- | ------ | --- | -- | -------- |
| 1   | Don Budge         | 1938 Australian Championships    | 1            | 5       | 15     | 100 | 60 | 62.5%    |
| 2   | Don Budge (2)     | 1938 Wimbledon Championships     | 1            | 7       | 21     | 129 | 48 | 72.9%    |
| 3   | John Bromwich     | 1939 Australian Championships    | 1            | 5       | 15     | 93  | 37 | 71.5%    |
| 4   | Tony Trabert      | 1953 U.S. National Championships | 3            | 6       | 18     | 110 | 48 | 69.6%    |
| 5   | Tony Trabert (2)  | 1955 Wimbledon Championships     | 1            | 7       | 21     | 131 | 60 | 68.6%    |
| 6   | Tony Trabert (3)  | 1955 U.S. National Championships | 1            | 7       | 21     | 129 | 56 | 69.7%    |
| 7   | Neale Fraser      | 1960 U.S. National Championships | 1            | 7       | 21     | 135 | 59 | 69.6%    |
| 8   | Chuck McKinley    | 1963 Wimbledon Championships     | 4            | 7       | 21     | 140 | 82 | 63.1%    |
| 9   | Roy Emerson       | 1964 Australian Championships    | 1            | 6       | 18     | 114 | 60 | 65.5%    |
| 10  | Ken Rosewall      | 1971 Australian Open             | 2            | 6       | 18     | 114 | 66 | 63.3%    |
| 11  | Ilie Năstase      | 1973 French Open                 | 2            | 7       | 19     | 115 | 49 | 70.1%    |
| 12  | Björn Borg        | 1976 Wimbledon Championships     | 4            | 7       | 21     | 133 | 70 | 65.5%    |
| 13  | Björn Borg (2)    | 1978 French Open                 | 1            | 7       | 21     | 127 | 32 | 79.9%    |
| 14  | Björn Borg (3)    | 1980 French Open                 | 1            | 7       | 21     | 126 | 38 | 76.8%    |
| 15  | Roger Federer     | 2007 Australian Open             | 1            | 7       | 21     | 132 | 72 | 64.7%    |
| 16  | Rafael Nadal      | 2008 French Open                 | 2            | 7       | 21     | 128 | 41 | 75.7%    |
| 17  | Rafael Nadal (2)  | 2010 French Open                 | 2            | 7       | 21     | 130 | 71 | 64.7%    |
| 18  | Rafael Nadal (3)  | 2017 French Open                 | 4            | 7       | 20     | 116 | 35 | 76.8%    |
| 19  | Roger Federer (2) | 2017 Wimbledon Championships     | 3            | 7       | 20     | 122 | 74 | 62.2%    |
| 20  | Rafael Nadal (4)  | 2020 French Open                 | 2            | 7       | 21     | 129 | 53 | 70.9%    |

Feminin
| Nr. | Jucător                       | Turneu                           | Cap de serie | Meciuri | Seturi | GW | GL | % Jocuri |
| --- | ----------------------------- | -------------------------------- | ------------ | ------- | ------ | -- | -- | -------- |
| 1   | Suzanne Lenglen               | 1922 Wimbledon Championships     | N/A          | 6       | 12     | 75 | 20 | 78.9%    |
| 2   | Suzanne Lenglen (2)           | 1923 Wimbledon Championships     | N/A          | 6       | 12     | 72 | 11 | 86.7%    |
| 3   | Suzanne Lenglen (3)           | 1925 French Championships        | 1            | 6       | 12     | 72 | 7  | 91.1%    |
| 4   | Suzanne Lenglen (4)           | 1926 French Championships        | 1            | 5       | 10     | 60 | 4  | 93.8%    |
| 5   | Helen Wills                   | 1928 French Championships        | 1            | 5       | 10     | 60 | 13 | 82.2%    |
| 6   | Helen Wills (2)               | 1928 Wimbledon Championships     | 1            | 6       | 12     | 72 | 18 | 80.0%    |
| 7   | Helen Wills (3)               | 1929 French Championships        | 1            | 4       | 8      | 49 | 23 | 68.1%    |
| 8   | Helen Wills (4)               | 1929 Wimbledon Championships     | 1            | 6       | 12     | 72 | 16 | 81.8%    |
| 9   | Helen Wills (5)               | 1930 French Championships        | 1            | 5       | 10     | 60 | 13 | 82.2%    |
| 10  | Helen Wills (6)               | 1930 Wimbledon Championships     | 1            | 6       | 12     | 72 | 19 | 79.1%    |
| 11  | Helen Wills (7)               | 1932 French Championships        | 1            | 5       | 10     | 66 | 31 | 68.0%    |
| 12  | Helen Wills (8)               | 1932 Wimbledon Championships     | 1            | 6       | 12     | 72 | 13 | 84.7%    |
| 13  | Joan Hartigan                 | 1934 Australian Championships    | 1            | 5       | 10     | 62 | 24 | 72.1%    |
| 14  | Hilde Krahwinkel Sperling     | 1935 French Championships        | 3            | 5       | 10     | 61 | 22 | 73.5%    |
| 15  | Hilde Krahwinkel Sperling (2) | 1936 French Championships        | 1            | 5       | 10     | 60 | 16 | 78.9%    |
| 16  | Joan Hartigan (2)             | 1936 Australian Championships    | 2            | 3       | 6      | 37 | 21 | 63.8%    |
| 17  | Hilde Krahwinkel Sperling (3) | 1937 French Championships        | 1            | 5       | 10     | 60 | 19 | 75.9%    |
| 18  | Dorothy Cheney                | 1938 Australian Championships    | 1            | 4       | 8      | 50 | 26 | 65.8%    |
| 19  | Simonne Mathieu               | 1938 French Championships        | 1            | 4       | 8      | 48 | 9  | 84.2%    |
| 20  | Helen Wills (9)               | 1938 Wimbledon Championships     | 1            | 6       | 12     | 81 | 47 | 63.3%    |
| 21  | Emily Hood Westacott          | 1939 Australian Championships    | 6            | 4       | 8      | 50 | 23 | 68.5%    |
| 22  | Nancye Wynne Bolton           | 1946 Australian Championships    | 1            | 5       | 10     | 60 | 21 | 74.1%    |
| 23  | Pauline Betz                  | 1946 Wimbledon Championships     | 1            | 6       | 12     | 72 | 20 | 78.3%    |
| 24  | Margaret Osborne duPont       | 1947 Wimbledon Championships     | 1            | 6       | 12     | 73 | 31 | 70.2%    |
| 25  | Nancye Wynne Bolton (2)       | 1947 Australian Championships    | 1            | 5       | 10     | 60 | 22 | 73.2%    |
| 26  | Nancye Wynne Bolton (3)       | 1948 Australian Championships    | 1            | 4       | 8      | 48 | 14 | 77.4%    |
| 27  | Margaret Osborne duPont (2)   | 1949 French Championships        | 1            | 5       | 10     | 61 | 26 | 70.1%    |
| 28  | Nancye Wynne Bolton (4)       | 1951 Australian Championships    | 1            | 5       | 10     | 61 | 19 | 76.3%    |
| 29  | Doris Hart                    | 1951 Wimbledon Championships     | 3            | 7       | 14     | 86 | 34 | 71.7%    |
| 30  | Doris Hart (2)                | 1952 French Championships        | 2            | 5       | 10     | 70 | 45 | 60.9%    |
| 31  | Maureen Connolly              | 1953 Australian Championships    | 1            | 5       | 10     | 60 | 11 | 84.5%    |
| 32  | Maureen Connolly (2)          | 1953 Wimbledon Championships     | 1            | 6       | 12     | 75 | 19 | 79.8%    |
| 33  | Maureen Connolly (3)          | 1953 U.S. National Championships | 1            | 6       | 12     | 72 | 22 | 76.6%    |
| 34  | Thelma Coyne Long             | 1954 Australian Championships    | 1            | 5       | 10     | 60 | 18 | 76.9%    |
| 35  | Maureen Connolly (4)          | 1954 French Championships        | 1            | 5       | 10     | 60 | 14 | 81.1%    |
| 36  | Maureen Connolly (5)          | 1954 Wimbledon Championships     | 1            | 6       | 12     | 73 | 19 | 79.3%    |
| 37  | Louise Brough                 | 1955 Wimbledon Championships     | 2            | 6       | 12     | 77 | 28 | 73.3%    |
| 38  | Shirley Fry Irvin             | 1957 Australian Championships    | 1            | 5       | 10     | 62 | 27 | 69.7%    |
| 39  | Althea Gibson                 | 1957 Wimbledon Championships     | 1            | 6       | 12     | 72 | 30 | 70.6%    |
| 40  | Angela Mortimer Barrett       | 1958 Australian Championships    | 1            | 5       | 10     | 60 | 17 | 77.9%    |
| 41  | Mary Carter Reitano           | 1959 Australian Championships    | 4            | 5       | 10     | 64 | 32 | 66.7%    |
| 42  | Margaret Court                | 1961 Australian Championships    | 1            | 5       | 10     | 60 | 20 | 75.0%    |
| 43  | Margaret Court (2)            | 1962 Australian Championships    | 1            | 5       | 10     | 61 | 16 | 79.2%    |
| 44  | Karen Hantze Susman           | 1962 Wimbledon Championships     | 8            | 7       | 14     | 93 | 55 | 62.8%    |
| 45  | Margaret Court (3)            | 1963 Australian Championships    | 1            | 5       | 10     | 60 | 17 | 77.9%    |
| 46  | Margaret Court (4)            | 1965 Wimbledon Championships     | 2            | 6       | 12     | 73 | 21 | 77.7%    |
| 47  | Margaret Court (5)            | 1966 Australian Championships    | 1            | 4       | 8      | 53 | 24 | 68.8%    |
| 48  | Nancy Richey                  | 1967 Australian Championships    | 1            | 5       | 10     | 55 | 20 | 73.3%    |
| 49  | Billie Jean King              | 1967 Wimbledon Championships     | 1            | 5       | 10     | 63 | 28 | 69.2%    |
| 50  | Billie Jean King (2)          | 1967 U.S. National Championships | 1            | 6       | 12     | 77 | 40 | 65.8%    |
| 51  | Evonne Goolagong Cawley       | 1971 French Open                 | 3            | 6       | 12     | 73 | 26 | 73.7%    |
| 52  | Billie Jean King (3)          | 1971 US Open                     | 1            | 6       | 12     | 74 | 29 | 71.8%    |
| 53  | Billie Jean King (4)          | 1972 French Open                 | 3            | 5       | 10     | 60 | 25 | 70.6%    |
| 54  | Chris Evert                   | 1974 French Open                 | 1            | 7       | 14     | 87 | 36 | 70.7%    |
| 55  | Chris Evert (2)               | 1976 US Open                     | 1            | 6       | 12     | 72 | 12 | 83.4%    |
| 56  | Chris Evert (3)               | 1977 US Open                     | 1            | 7       | 14     | 86 | 26 | 76.8%    |
| 57  | Chris Evert (4)               | 1978 US Open                     | 1            | 6       | 12     | 75 | 33 | 69.4%    |
| 58  | Chris Evert (5)               | 1981 Wimbledon Championships     | 1            | 7       | 14     | 85 | 26 | 76.6%    |
| 59  | Martina Navratilova           | 1983 Wimbledon Championships     | 1            | 7       | 14     | 85 | 25 | 77.3%    |
| 60  | Martina Navratilova (2)       | 1983 US Open                     | 1            | 7       | 14     | 84 | 19 | 81.6%    |
| 61  | Martina Navratilova (3)       | 1984 Wimbledon Championships     | 1            | 7       | 13     | 80 | 35 | 69.6%    |
| 62  | Martina Navratilova (4)       | 1986 Wimbledon Championships     | 1            | 7       | 14     | 85 | 34 | 71.4%    |
| 63  | Martina Navratilova (5)       | 1987 US Open                     | 2            | 7       | 14     | 86 | 32 | 72.9%    |
| 64  | Steffi Graf                   | 1988 Australian Open             | 1            | 7       | 14     | 86 | 29 | 74.8%    |
| 65  | Steffi Graf (2)               | 1988 French Open                 | 1            | 7       | 14     | 85 | 20 | 81.0%    |
| 66  | Steffi Graf (3)               | 1989 Australian Open             | 1            | 7       | 14     | 84 | 24 | 77.8%    |
| 67  | Martina Navratilova (6)       | 1990 Wimbledon Championships     | 2            | 7       | 14     | 84 | 30 | 73.7%    |
| 68  | Monica Seles                  | 1992 US Open                     | 1            | 7       | 14     | 85 | 27 | 75.9%    |
| 69  | Steffi Graf (4)               | 1994 Australian Open             | 1            | 7       | 14     | 80 | 28 | 74.1%    |
| 70  | Arantxa Sánchez Vicario       | 1994 French Open                 | 2            | 7       | 14     | 85 | 36 | 70.2%    |
| 71  | Mary Pierce                   | 1995 Australian Open             | 4            | 7       | 14     | 84 | 30 | 71.1%    |
| 72  | Steffi Graf (5)               | 1996 US Open                     | 1            | 7       | 14     | 88 | 46 | 65.7%    |
| 73  | Martina Hingis                | 1997 Australian Open             | 4            | 7       | 14     | 87 | 37 | 70.2%    |
| 74  | Martina Hingis (2)            | 1997 US Open                     | 1            | 7       | 14     | 85 | 28 | 75.2%    |
| 75  | Lindsay Davenport             | 1998 US Open                     | 2            | 7       | 14     | 85 | 32 | 72.6%    |
| 76  | Lindsay Davenport (2)         | 1999 Wimbledon Championships     | 3            | 7       | 14     | 86 | 37 | 69.9%    |
| 77  | Lindsay Davenport (3)         | 2000 Australian Open             | 2            | 7       | 14     | 87 | 38 | 69.6%    |
| 78  | Venus Williams                | 2001 US Open                     | 4            | 7       | 14     | 84 | 36 | 70.0%    |
| 79  | Serena Williams               | 2002 Wimbledon Championships     | 2            | 7       | 14     | 87 | 43 | 66.9%    |
| 80  | Serena Williams (2)           | 2002 US Open                     | 1            | 7       | 14     | 85 | 29 | 74.6%    |
| 81  | Justine Henin                 | 2006 French Open                 | 5            | 7       | 14     | 86 | 39 | 68.8%    |
| 82  | Justine Henin (2)             | 2007 French Open                 | 1            | 7       | 14     | 85 | 38 | 69.1%    |
| 83  | Justine Henin (3)             | 2007 US Open                     | 1            | 7       | 14     | 86 | 32 | 72.9%    |
| 84  | Maria Sharapova               | 2008 Australian Open             | 5            | 7       | 14     | 85 | 32 | 72.6%    |
| 85  | Venus Williams (2)            | 2008 Wimbledon Championships     | 7            | 7       | 14     | 89 | 50 | 64.0%    |
| 86  | Serena Williams (3)           | 2008 US Open                     | 4            | 7       | 14     | 85 | 40 | 68.0%    |
| 87  | Serena Williams (4)           | 2010 Wimbledon Championships     | 1            | 7       | 14     | 88 | 41 | 68.2%    |
| 88  | Marion Bartoli                | 2013 Wimbledon Championships     | 15           | 7       | 14     | 88 | 48 | 64.7%    |
| 89  | Serena Williams (5)           | 2014 US Open                     | 1            | 7       | 14     | 84 | 32 | 72.4%    |
| 90  | Serena Williams (6)           | 2017 Australian Open             | 2            | 7       | 14     | 85 | 46 | 64.8%    |
| 91  | Iga Świątek                   | 2020 French Open                 | –            | 7       | 14     | 84 | 28 | 75.0%    |
| 92  | Emma Răducanu                 | 2021 US Open                     | –            | 7       | 14     | 84 | 34 | 71.2%    |
| 93  | Ashleigh Barty                | 2022 Australian Open             | 1            | 7       | 14     | 85 | 30 | 73.9%    |

### Câștigarea unui titlu după salvarea punctelor de meci
Jucători de mai jos au salvat cel puțin un punct de meci în timpul rundelor înainte de a câștiga titlul. 

#### Masculin
| Turneu                           | Câștigător          | Adversar          | Rundă | # salvat | Scor                                     |
| -------------------------------- | ------------------- | ----------------- | ----- | -------- | ---------------------------------------- |
| 1927 Australian Championships    | Gerald Patterson    | John Hawkes       | F     | 5        | 3–6, 6–4, 3–6, 18–16, 6–3                |
| 1927 French Championships        | René Lacoste        | Bill Tilden       | F     | 2        | 6–4, 4–6, 5–7, 6–3, 11–9                 |
| 1927 Wimbledon Championships     | Henri Cochet        | Jean Borotra      | F     | 6        | 4–6, 4–6, 6–3, 6–4, 7–5                  |
| 1934 French Championships        | Gottfried von Cramm | Jack Crawford     | F     | 1        | 6–4, 7–9, 3–6, 7–5, 6–3                  |
| 1936 U.S. National Championships | Fred Perry          | Don Budge         | F     | 2        | 2–6, 6–2, 8–6, 1–6, 10–8                 |
| 1947 Australian Championships    | Dinny Pails         | John Bromwich     | F     | 1        | 4–6, 6–4, 3–6, 7–5, 8–6                  |
| 1948 Wimbledon Championships     | Bob Falkenburg      | John Bromwich     | F     | 3        | 7–5, 0–6, 6–2, 3–6, 7–5                  |
| 1949 Wimbledon Championships     | Ted Schroeder       | Frank Sedgman     | QF    | 2        | 3–6, 8–6, 6–3, 2–6, 9–7                  |
| 1960 Australian Championships    | Rod Laver (1)       | Neale Fraser      | F     | 1        | 5–7, 3–6, 6–3, 8–6, 8–6                  |
| 1960 Wimbledon Championships     | Neale Fraser        | Butch Buchholz    | QF    | 5        | 4–6, 6–3, 4–6, 15–15 ret.                |
| 1962 French Championships        | Rod Laver (2)       | Martin Mulligan   | QF    | 1        | 6–4, 3–6, 2–6, 10–8, 6–2                 |
| 1975 Australian Open             | John Newcombe       | Tony Roche        | SF    | 3        | 6–4, 4–6, 6–4, 2–6, 11–9                 |
| 1975 US Open                     | Manuel Orantes      | Guillermo Vilas   | SF    | 5        | 4–6, 1–6, 6–2, 7–5, 6–4                  |
| 1976 French Open                 | Adriano Panatta     | Pavel Hut'ka      | 1R    | 1        | 2–6, 6–2, 6–2, 0–6, 12–10                |
| 1982 Australian Open             | Johan Kriek         | Paul McNamee      | SF    | 1        | 7–6, 7–6, 4–6, 3–6, 7–5                  |
| 1985 Australian Open             | Stefan Edberg       | Wally Masur       | 4R    | 2        | 6–7, 2–6, 7–6, 6–4, 6–2                  |
| 1989 US Open                     | Boris Becker        | Derrick Rostagno  | 2R    | 2        | 1–6, 6–7, 6–3, 7–6, 6–3                  |
| 1996 US Open                     | Pete Sampras        | Alex Corretja     | QF    | 1        | 7–6(7–5), 5–7, 5–7, 6–4, 7–6(9–7)        |
| 2001 French Open                 | Gustavo Kuerten     | Michael Russell   | 4R    | 1        | 3–6, 4–6, 7–6(7–3), 6–3, 6–1             |
| 2003 US Open                     | Andy Roddick        | David Nalbandian  | SF    | 1        | 6–7(4–7), 3–6, 7–6(9–7), 6–1, 6–3        |
| 2004 French Open                 | Gastón Gaudio       | Guillermo Coria   | F     | 2        | 0–6, 3–6, 6–4, 6–1, 8–6                  |
| 2005 Australian Open             | Marat Safin         | Roger Federer (1) | SF    | 1        | 5–7, 6–4, 5–7, 7–6(8–6), 9–7             |
| 2011 US Open                     | Novak Djokovic (1)  | Roger Federer (2) | SF    | 2        | 6–7(7–9), 4–6, 6–3, 6–2, 7–5             |
| 2016 US Open                     | Stan Wawrinka       | Daniel Evans      | 3R    | 1        | 4–6, 6–3, 6–7(6–8), 7–6(10–8), 6–2       |
| 2019 Wimbledon Championships     | Novak Djokovic (2)  | Roger Federer (3) | F     | 2        | 7–6(7–5), 1–6, 7–6(7–4), 4–6, 13–12(7–3) |

#### Feminin
| Turneu                                  | Câștigător              | Adversar            | Rundă | # salvat | Scor                     |
| --------------------------------------- | ----------------------- | ------------------- | ----- | -------- | ------------------------ |
| 1923 Australasian Championships         | Margaret Molesworth     | Sylvia Lance        | SF    | 1        | 3–6, 6–4, 8–6            |
| 1935 Wimbledon Championships            | Helen Wills             | Helen Jacobs        | F     | 1        | 6–3, 3–6, 7–5            |
| 1946 French International Championships | Margaret Osborne duPont | Pauline Betz        | F     | 2        | 1–6, 8–6, 7–5            |
| 1956 Australian National Championships  | Mary Carter Reitano     | Thelma Coyne Long   | F     | 1        | 3–6, 6–2, 9–7            |
| 1962 French International Championships | Margaret Court          | Lesley Turner       | F     | 1        | 6–3, 3–6, 7–5            |
| 1986 US Open                            | Martina Navratilova     | Steffi Graf         | SF    | 3        | 6–1, 6–7(3–7), 7–6(10–8) |
| 1991 Australian Open                    | Monica Seles            | Mary Joe Fernandez  | SF    | 1        | 6–3, 0–6, 9–7            |
| 2002 Australian Open                    | Jennifer Capriati       | Martina Hingis      | F     | 4        | 4–6, 7–6(9–7), 6–2       |
| 2003 Australian Open                    | Serena Williams         | Kim Clijsters       | SF    | 2        | 4–6, 6–3, 7–5            |
| 2004 French Open                        | Anastasia Myskina       | Svetlana Kuznetsova | 4R    | 1        | 1–6, 6–4, 8–6            |
| 2005 Australian Open                    | Serena Williams (2)     | Maria Șarapova      | SF    | 3        | 2–6, 7–5, 8–6            |
| 2005 French Open                        | Justine Henin           | Svetlana Kuznetsova | 4R    | 2        | 7–6(8–6), 4–6, 7–5       |
| 2005 Wimbledon                          | Venus Williams          | Lindsay Davenport   | F     | 1        | 4–6, 7–6(7–4), 9–7       |
| 2009 Wimbledon                          | Serena Williams (3)     | Elena Dementieva    | SF    | 1        | 6–7(4–7), 7–5, 8–6       |
| 2014 Australian Open                    | Li Na                   | Lucie Šafářová      | 3R    | 1        | 1–6, 7–6(7–2), 6–3       |
| 2016 Australian Open                    | Angelique Kerber        | Misaki Doi          | 1R    | 1        | 6–7(4–7), 7–6(8–6), 6–3  |
| 2018 Australian Open                    | Caroline Wozniacki      | Jana Fett           | 2R    | 2        | 3–6, 6–2, 7–5            |
| 2021 Australian Open                    | Naomi Osaka             | Garbiñe Muguruza    | 4R    | 2        | 4–6, 6–4, 7–5            |
| 2021 French Open                        | Barbora Krejčíková      | Maria Sakkari       | SF    | 1        | 7–5, 4–6, 9–7            |

### Câștigarea unui titlu la prima participare (Open Era)

#### Masculin
| Jucător       | Turneu               |
| ------------- | -------------------- |
| Mats Wilander | French Open 1982     |
| Andre Agassi  | Australian Open 1995 |
| Rafael Nadal  | French Open 2005     |

#### Feminin
| Jucător                 | Turneu               |
| ----------------------- | -------------------- |
| Evonne Goolagong Cawley | French Open 1971     |
| Virginia Wade           | Australian Open 1972 |
| Barbara Jordan          | Australian Open 1979 |
| Monica Seles            | Australian Open 1991 |
| Bianca Andreescu        | US Open 2019         |
| Emma Răducanu           | US Open 2021         |

### Participare
Notă: Tenismeni care au jucat cel puțin un meci de simplu pe tabloul principal per turneu. Jucătorii activi apar cu caractere îngroșate.

Inclusiv Australian Open 2024.
Masculin
| #  | Apariții totale       |
| -- | --------------------- |
| 81 | Roger Federer         |
| 81 | Feliciano López       |
| 73 | Novak Djokovic        |
| 73 | Richard Gasquet       |
| 71 | Fernando Verdasco     |
| 70 | Fabrice Santoro       |
| 69 | Mikhail Youzhny       |
| 68 | Philipp Kohlschreiber |
| 68 | Stan Wawrinka         |
| 67 | Andreas Seppi         |
| 67 | Rafael Nadal          |

| #  | Turnee consecutive |
| -- | ------------------ |
| 79 | Feliciano López    |
| 67 | Fernando Verdasco  |
| 66 | Andreas Seppi      |
| 65 | Roger Federer      |
| 56 | Wayne Ferreira     |
| 54 | Stefan Edberg      |
| 52 | Tomáš Berdych      |
| 51 | Novak Djokovic     |
| 50 | David Ferrer       |
| 50 | G. García López    |
| 50 | Stan Wawrinka      |

Feminin
| #  | Apariții totale       |
| -- | --------------------- |
| 92 | Venus Williams        |
| 81 | Serena Williams       |
| 71 | Amy Frazier           |
| 71 | Svetlana Kuznetsova   |
| 70 | Francesca Schiavone   |
| 70 | Alizé Cornet          |
| 69 | Samantha Stosur       |
| 67 | / Martina Navratilova |
| 64 | Conchita Martínez     |
| 63 | Ai Sugiyama           |

| #  | Turnee consecutive      |
| -- | ----------------------- |
| 67 | Alizé Cornet            |
| 62 | Ai Sugiyama             |
| 61 | Francesca Schiavone     |
| 56 | Jelena Janković         |
| 54 | Nathalie Dechy          |
| 54 | Elena Likhovtseva       |
| 52 | Patty Schnyder          |
| 51 | Angelique Kerber        |
| 48 | Ana Ivanovic            |
| 48 | Anastasia Pavliucenkova |